# Савдунін Володимир Григорович
Володимир Григорович Савдунін (нар. 10 травня 1924, Москва, СРСР — пом. 27 жовтня 2008, Москва, Росія) — радянський футболіст і хокеїст. Заслужений майстер спорту. Учасник Другої світової війни.

## Біографія
Футболом почав займатися у команді «Старт», що відносилася до профспілки автомобілістів. Його батько працював водієм у гаражі, що обслуговував Раду міністрів СРСР. У перший рік війни, всі головні державні установи були евакуйовані до Куйбишева. Туди ж переїхала і родина Савдуніних, Володимир працював автослюсарем. На початку 1942 року повернувся до Москви, влаштувався на авіаційний завод № 45 (збирав двигуни для штурмовиків). У вільний час грав за команду «Крила Рад» у чемпіонаті і кубку міста.
У вересні пішов добровольцем до Червоної Армії. Перші півроку навчався в Ярославлі, в Новоград-Волинському піхотному училищі, що було евакуйоване з України. Потім, учорашніх курсантів, перекинули до Харкова і в першому бою їх частину розбили. Підрозділ розформували, а рештки особового складу відправили в тил. В подальшому служив у взводі розвідки 50-ї танкової бригади. Неодноразово ходив у ворожий тил, здобував важливу інформацію або брав у полон німецьких військовиків.
В одному з боїв знищив чотирьох ворожих солдат, про це писала на своїх сторінках військова газета 2-го Українського фронту. Під час переправи через Південний Буг, перший танк колони підірвався на міні і пішов під лід. Сержант Савдунін, який знаходився на другій машині, без вагань кинувся в крижану воду і врятував командира екіпажа.
У боях під румунськими Яссами був поранений і відправлений до московського шпиталю. За час перебування на фронті був нагороджений орденом Вітчизняної війни 2 ступеня і
двома орденами Червоної Зірки. Після одуження, продовжив службу в 7-му полку МВС.
Восени 1944 року, за рекомендацією Костянтина Бескова, Михайло Якушин включив його до складу московського «Динамо». Один з найбільш корисних і універсальних футболістів команди післявоєнного періоду. Потужний, прекрасно фізично розвинений, вирізнявся широким діапазоном дій. В інтересах команди міг грати на будь-якій позиції і всюди з однаковим успіхом. В єдиноборствах був чіпким і непоступливим.
Потужні удари з обох ніг, висока швидкість, надійна гра головою, вміла взаємодія з партнерами робили його грізним і небезпечним в тих випадках, коли він виступав у ролі нападника. На позиції півзахисника виділявся великим об'ємом переміщень, підтримував атакуючі дії. Грав, можливо, без особливих технічних хитрощів і яскравих прийомів, але завжди надійно, натхненно, з повною самовіддачею.
В чемпіонаті дебютував 3 червня 1945 року, забив один з м'ячів у ворота київського «Динамо». Гра завершилася перемогою гостей — 1:5 (також забивали: Семен Васильєв — Василь Трофімов, Сергій Соловйов (2) і Леонід Соловйов). Восени брав участь у турне до Великої Британії, щоправда за перебігом матчів з «Челсі», «Кардіфф Сіті», «Арсеналом» і «Глазго Рейнджерс» спостерігав з лави запасних. З наступного сезону став повноцінним гравцем основного складу. Триразовий переможець першостей СРСР, володар кубка 1953 року. 1954 року йому було присвоєно почесне звання «Заслужений майстер спорту» (разом з одноклубником Костянтином Крижевським і «спартаківцями» Ігорем Нетто та Микитою Симоняном).
Найвідоміший гол забив з середини поля, у ворота, які захищав тбіліський кіпер Володимир Марганія. Учасник багатьох міжнародних товариських матчів, зокрема:
Разом з Василем Трофімовим, Всеволодом Блінковим, Михайлом Якушевим і Ігорем Численко виступав за команду з бенді. Один з найкращих нападників «Динамо» свого часу. Дворазовий чемпіон і восьмиразовий володар кубка СРСР. Кращий бомбардир першості 1954 року (12 забитих м'ячів). До списку 22 кращих хокеїстів сезону обирався сім разів (1950, 1951, 1952, 1953, 1954, 1957, 1958).
| Вид спорту     | Команда    | Турнір         | Роки      | Ігри | Голи |
| -------------- | ---------- | -------------- | --------- | ---- | ---- |
| футбол         | «Динамо» М | Чемпіонат СРСР | 1945–1956 | 185  | 62   |
| футбол         | «Динамо» М | Кубок СРСР     | 1946–1955 | 28   | 7    |
| хокей з м'ячем | «Динамо» М | Чемпіонат СРСР | 1950–1958 | 92   | 73   |

У 1959—1987 роках працював дипломатичним кур'єром у Міністерстві закордонних справ СРСР. Декілька разів потрапляв в екстремальні ситуації, відзначався сміливістю і винахідливістю при виконанні службових обов'язків. 1966 році врятував дипломатичну пошту від пожежі в аеропорту Дакара. Під час перельоту з Бангкока в Пномпень, за борт маленького літака випала стюардеса. Лише блискавична реакція Савдуніна врятувала людське життя. За час роботи в МЗС неодноразово отримував подяки від керівництва установи і особисто від міністра Андрія Громико.
Закінчив інститут фізичної культури, чотири роки навчався в інституті міжнародних відносин. 1985 року нагороджений орденом Вітчизняної війни 1 ступеня (з нагоди 40-річчя перемоги у Великій Вітчизняній війні). В середині 90-х років був одним із засновників фонду, який допомагав колишнім спортсменам.

## Досягнення
У складі футбольної команди:
- Чемпіон СРСР (3): 1949, 1954, 1955
- Другий призер (4): 1946, 1948, 1950, 1956
- Третій призер (1): 1952
- Володар кубка СРСР (1): 1953
- Фіналіст кубка СРСР (2): 1949, 1950

У складі хокейної команди:
- Чемпіон СРСР (2): 1951, 1952
- Другий призер (2): 1950, 1954
- Володар кубка СРСР (8): 1947, 1948, 1949, 1950, 1951, 1952, 1953, 1954